# Dicionina
La dicionina es un colorante sintético utilizado en el pasado para sensibilizar las emulsiones fotográficas de sales de plata, a la frecuencia infrarroja del espectro. Para ello, las películas vírgenes se bañaban durante unos minutos en una solución alcohólica de dicha substancia. Una vez secas, estas eran sensibles al infrarrojo y se utilizaban normalmente en cámara fotográfica.
Debido a la inestabilidad de este colorante, en la actualidad se utilizan otros diferentes, con los mismos resultados de sensibilización al infrarrojo.
El Dr. Walter John Kilner, en Inglaterra, a principios del siglo XX, afirma en su libro La Atmósfera Humana, poder diagnosticar las enfermedades utilizando un filtro consistente en dos placas de cristal entre las cuales se ha dispuesto una solución alcohólica de dicionina, observando al paciente a través de este filtro. Afirma en su obra, que se ve una "atmósfera" coloreada, que según que color y zona orgánica, indican el estado del organismo.

## En el cine
El aura de extraños seres es visible con la ayuda de gafas químicas en la película de ciencia ficción They Live de John Carpenter.